# Hapag-Lloyd Express

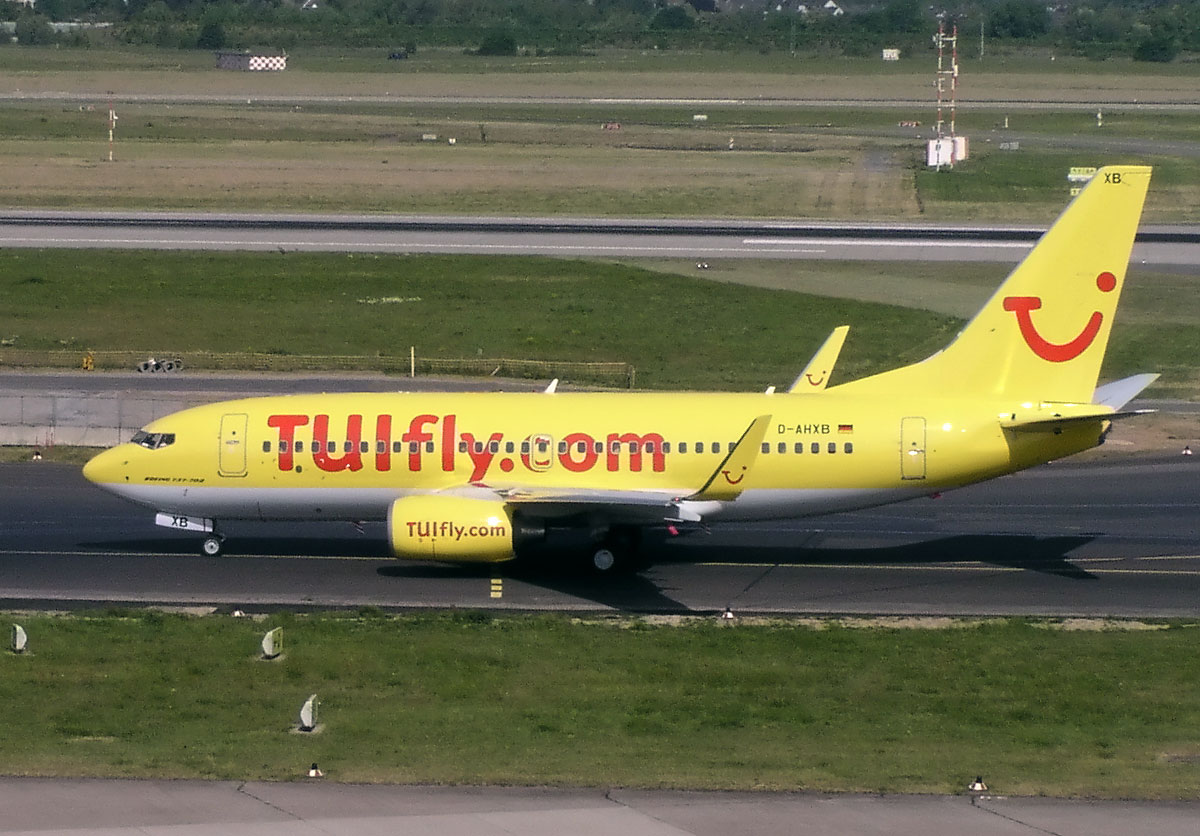
Boeing 737-700 D-AHXB.

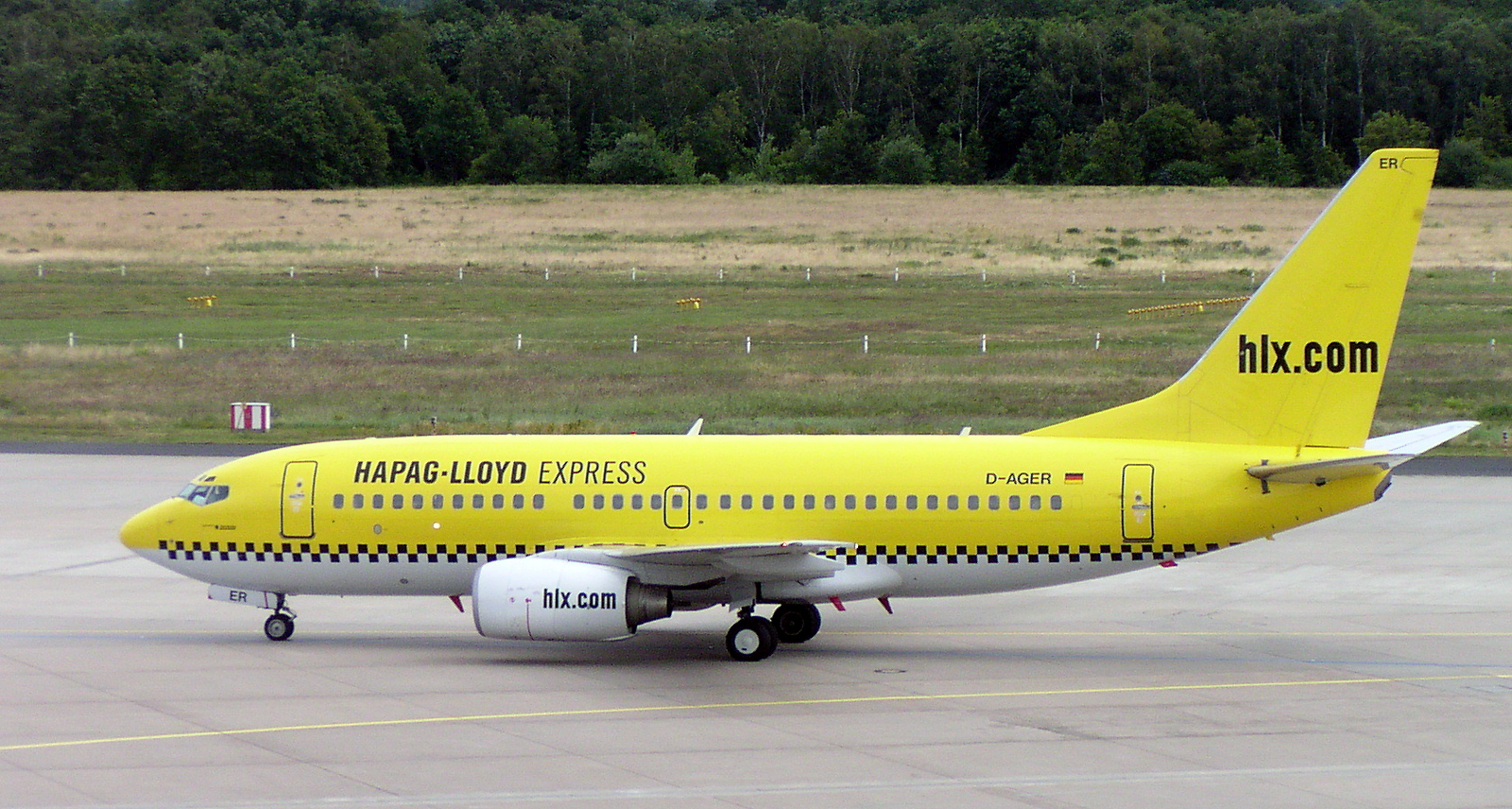
Boeing 737 hlx D-AGER.

HLX.com (IATA: X3, OACI: HLX), ex Hapag-Lloyd Express, fue una aerolínea de bajo costo, con base en Hanóver, Alemania. Opera servicios dentro de Alemania y a destinos en Europa. En 2007 fue fusionada con otra aerolínea alemana, Hapagfly, ambas propiedad de TUI AG, y pasó a llamarse TUIfly.
La sede central se encuentra en la ciudad de Langenhagen, en Alemania.

## Historia
Hapag-Lloyd Express se estableció en 2002 y empezó sus operaciones en diciembre de ese mismo año. Sus principales competidores son otras aerolíneas de bajo costo más experimentadas como Ryanair e EasyJet, así como también otras de más reciente emprendimiento como Germanwings y transavia.com. De hecho, constantemente se ve involucrada en una guerra de precios con estas aerolíneas. En un intento por ganar esta batalla, se expandió rápidamente durante el primer cuarto de 2004, anunciando nuevas rutas que no eran servidas por las demás aerolíneas. Ejemplos de tales rutas incluían, Dublín a Hamburgo y Stuttgart, aunque ambos ya han sido abandonados.

## Servicios
HLX.com operaba los siguientes servicios (a diciembre de 2006):
- Destinos regulares domésticos: Berlín-Tegel, Colonia, Hamburgo, Hannover, Leipzig, Múnich, Sylt, Stuttgart.

- Destinos regulares internacionales: Bari, Bilbao, Birmingham, Cagliari, Catania, Dubrovnik, Tenerife Sur, Gran Canaria, Innsbruck, Klagenfurt, Mánchester, Milán, Nápoles, Nador, Newcastle, Olbia, Oporto, Palermo, Palma de Mallorca, París, Pisa, Rijeka, Rímini, Roma, Salzburgo, Estocolmo, Valencia, Venecia y Tesalónica.

## Flota
La flota de Hapag-Lloyd Express consistía en las siguientes aeronaves (a agosto de 2006):
- 5 Boeing 737-300
- 18 Boeing 737-800
- 9 Boeing 737-700

- TUI AG alquilará 2 nuevos Boeing 737-700 de ILFC durante 6 años. Estas nuevas aeronaves serán entregadas a HLX.com o a Hapagfly en marzo y abril de 2007.

## Colores distintivos
Las aeronaves de HLX.com eran fácilmente reconocibles debido a su distintivo estilo "taxi de Nueva York": una línea cuadriculada en blanco y negro envolviendo un fuselaje amarillo, intentando mostrar una imagen de un rápido y económico servicio de punto a punto. 
La mayoría de la flota es operada por Germania (Germania Fluggesellschaft mbH).